# 埃羅河
埃羅河（法語：Hérault，法語發音：[eʁo] ⓘ）是法國的河流，位於該國南部，河道全長148公里，流域面積2,900平方公里，平均流量每秒50立方米，發源自塞文山脉，最終在阿格德附近注入地中海。

## 流经区域
埃罗河流经以下省和市镇：
- 加尔省：瓦勒罗格

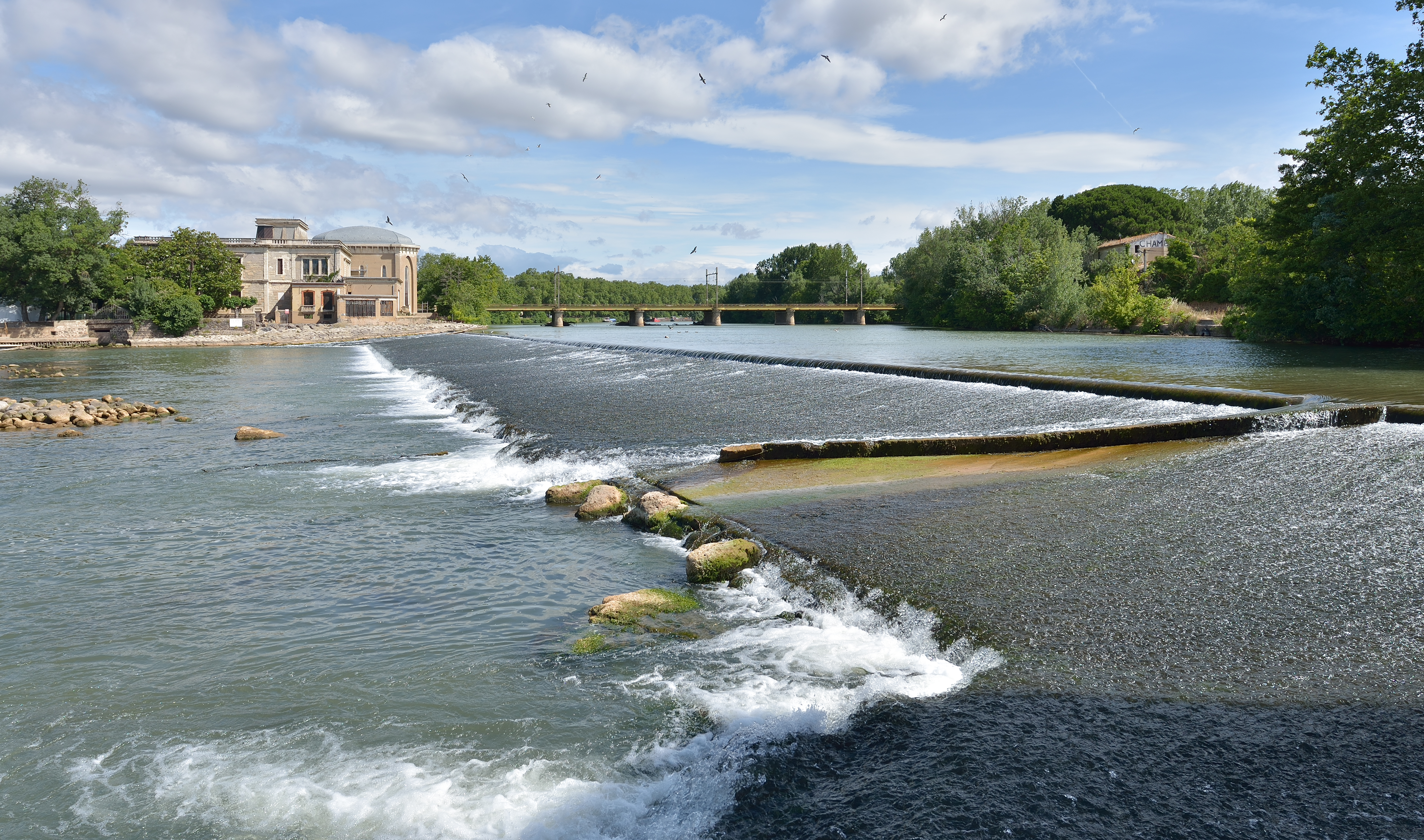
埃罗河流经阿格德

- 埃罗省（名字来源于埃罗河）：冈日、佩兹纳斯、阿格德

## 外部連結
- http://www.geoportail.fr（页面存档备份，存于）
- Sandre数据库中的埃羅河 （页面存档备份，存于）